# Янг, Кристофер
Кристофер Янг (англ. Christopher Young) — американский композитор, автор музыки к большому числу кино- и телефильмов. Известен преимущественно по созданию музыкального сопровождения к фильмам ужасов: «Восставший из ада», «Сказки из чепца», «Кошмар на улице Вязов 2: Месть Фредди» и «Городские легенды». Также сочинил музыку к фильму «Человек-паук 3: Враг в отражении» и дополнительную (Additional) музыку к фильму «Человек-паук 2».

## Биография
Кристофер Янг родился в Ред-Банке, Нью-Джерси, США. Он окончил колледж Хэмпшира со степенью бакалавр искусств в области музыки, а затем проводил аспирантскую работу в Северо-Техасском государственном университете. В 1980 году он переехал в Лос-Анджелес. Будучи первоначально джазовым музыкантом, под влиянием Бернарда Херрманна Янг начал сочинять музыку к фильмам.

## Избранная фильмография
- 1985 Пришельцы с Марса
- 1985 Кошмар на улице Вязов 2: Месть Фредди
- 1985 Колёса в огне
- 1986 Конфеты или смерть[англ.]
- 1987 Восставший из ада
- 1988 Восставший из ада 2
- 1989 Муха 2
- 1992 Беглый огонь
- 1992 Дженнифер-восемь
- 1993 Тёмная половина
- 1993 Секс, ложь, безумие
- 1995 Виртуозность
- 1995 Убийство первой степени
- 1995 Особь
- 1995 Истории из морга
- 1996 Как удержаться на плаву
- 1998 Ливень
- 1998 Шулера
- 1998 Городские легенды
- 1999 Западня
- 2001 Сладкий ноябрь
- 2001 Бандиты
- 2001 Пароль «Рыба-меч»
- 2001 Корабельные новости
- 2003 Земное ядро: Бросок в преисподнюю
- 2004 Проклятие
- 2004 Человек-паук 2 (дополнительная музыка)
- 2005 Шесть демонов Эмили Роуз
- 2006 Проклятие 2
- 2007 Призрачный гонщик
- 2007 Человек-паук 3: Враг в отражении
- 2008 Лунатизм
- 2008 Информаторы
- 2009 Затащи меня в Ад
- 2009 Происхождение
- 2009 Незваные гости
- 2010 Ромовый дневник
- 2011 Пастырь
- 2011 Лица в толпе
- 2012 Синистер

## Видеоигры
- 2009 The Saboteur

## Награды
- Премия «Сатурн» за лучшую музыку
  - 1988 номинация — фильм «Восставший из ада»
  - 1990 победитель — фильм «Восставший из ада 2»
  - 1991 номинация — фильм «Муха 2»
  - 1994 номинация — фильм «Бродяга»
  - 1996 номинация — фильм «Имитатор»
  - 2010 номинация — фильм «Затащи меня в Ад»